# Sikorsky S-42
Sikorsky S-42, un hidrocanoa comercial diseñado y construido por la División de Aviones Vought-Sikorsky de United Aircraft Corporation en Stratford, Connecticut para cumplir con los requisitos solicitados para un hidrocanoa de largo alcance por Pan American World Airways (Pan Am) en 1931. El innovador diseño incluyó flaps en las alas, hélices de paso variable y un casco de longitud completa hasta la cola. El prototipo voló por primera vez el 29 de marzo de 1934 y, en el período de desarrollo y vuelos de prueba que siguió, estableció varios récords mundiales de carga útil y altura.

## Historia, diseño y desarrollo
Durante el vuelo inaugural del anterior hidrocanoa de Sikorsky, el S-40 , el 19 de noviembre de 1931, el piloto y asesor técnico de Pan American Airways, Charles Lindbergh , quien consideraba al S-40 una monstruosidad (dijo que parecía "un bosque volante"), mantuvo con el diseñador Igor Sikorsky una conversación sobre lo que pensaba que el próximo avión debería ser; dicha conversación, continuó esa noche en el hotel durante la escala en Jamaica. Sikorsky argumentó que el desarrollo del diseño debería ser incremental y que el enfoque seguro sería un mayor S-40. Lindbergh opinó que se necesitaba un diseño más elegante, con una autonomía de unos 4.000 km.
En junio de 1931, el presidente de Pan Am, Juan Trippe, había solicitado diseños a seis fabricantes aeronáuticos para un avión con capacidad para realizar vuelos transoceánicos. Se requería del nuevo diseño una mayor capacidad de elevación para transportar suficiente combustible y unos 1.300 kg de correo y carga, pero no pasajeros, para un vuelo sin paradas de 2.500 millas (4.023 km) contra un viento de 48 km/h, y una velocidad de crucero mayor que a la que volaban los hidrocanoas similares en servicio en esos momentos. De las seis empresas a las que se habían enviado licitaciones, solo las firmas Sikorsky Aircraft y Glenn L. Martin Company presentaron diseños de hidrocanoas. Sikorsky ofreció el S-42 siendo la otra oferta el más ambicioso Martin M-130. Para cubrirse contra el posible fracaso de cualquiera de las compañías y para estimular la competencia, de modo que Pan Am no dependiera demasiado de ninguna empresa, Juan Trippe aceptó ambas ofertas y ordenó tres aviones a cada compañía. El 1 de octubre de 1932, Pan Am realizó un pedido en firme de tres aviones S-42, con una opción para siete aviones adicionales.
El nuevo diseño de Sikorsky, el S-42, tenía importantes mejoras aerodinámicas sobre el S-40. Desviándose bruscamente de los diseños anteriores de Sikorsky, los arriostramientos externos se redujeron al mínimo. La cola, en lugar de estar sujeta por los estabilizadores, está unida directamente al casco. El S-42 tenía una alta carga de ala que requería flaps para proporcionar velocidades aceptables de despegue y aterrizaje. Aunque Lindbergh aprobó el S-42, el avión se quedó corto de su rango propuesto; únicamente retirando todo el equipamiento de pasaje, con tanques de combustible extra en el fuselaje, el S-42 pudo hacer vuelos de prueba a través de los océanos Atlántico y Pacífico. Pan Am tendría que esperar al Martin M-130 para tener un avión capaz de atravesar el Pacífico con una carga útil.
Los S-42 incorporaron importantes innovaciones tecnológicas. La construcción totalmente metálica del avión, utilizando la nueva aleación conocida como duraluminio, proporcionó la fuerza y la integridad estructural para levantar una notable carga útil de combustible, pasajeros y carga. Para soportar esa carga mientras se proporciona la alta velocidad necesaria para un crucero rápido a largas distancias, junto con la estabilidad en condiciones climáticas adversas, el S-42 fue diseñado con una carga de ala notablemente alta de 140 kg por m²; dicha carga alar tan alta requirió otras innovaciones importantes, incluyendo un perfil aerodinámico altamente eficiente con flaps y slats para reducir las velocidades de despegue y aterrizaje.

## Historia operativa
El primer S-42 fue probado en vuelo en abril de 1934, y el avión demostró rápidamente sus impresionantes capacidades. El 26 de abril, el avión levantó más de ocho toneladas de carga útil a 4.887 m, y el 17 de mayo consiguió un récord de altitud de 6.220 m mientras transportaba más de 4.800 kg. El 1 de agosto de 1934, Pan American realizó su propia prueba de vuelo del S-42 antes de aceptar el nuevo avión en su flota. El piloto jefe de Pan Am Edwin Musick, el asesor técnico Charles Lindbergh y Boris V. Sergievsky piloto jefe de pruebas de Sikorsky, volaron el S-42 en un recorrido de 2.000 km llevando el peso equivalente de 32 pasajeros, una tripulación de cinco y 907 kg de correo y carga. El avión promedió 253 km/h durante la prueba y estableció ocho récords mundiales de velocidad, carga útil y altitud.
El S-42 voló solo con Pan American Airways. El S-42 NR-823M Pan American Clipper desprovisto de todo el equipo de pasaje y con depósitos auxiliares realizó en marzo de 1935 un vuelo de calibración de ida y vuelta desde Miami a las Islas Vírgenes, realizando más tarde el primer vuelo desde Alameda (California) a Honolulu, Hawái en abril de 1935, seguidos de otro vuelos en junio. Entre agosto y octubre fueron realizados otros vuelos de calibración a Midway y de allí a la Isla Wake y Guam, en preparación de una ruta hasta Filipinas.
El 16 de agosto de 1934, el S-42 NC-822M probado por Musick y Lindbergh fue puesto en servicio en las rutas latinoamericanas de Pan Am desde su terminal en Dinner Key, Miami, y dos días más tarde el avión fue bautizado como Brazilian Clipper en Río de Janeiro por la esposa del presidente brasileño Getúlio Vargas. El nuevo avión redujo el tiempo de viaje de Miami a Buenos Aires a solo cinco días, en comparación con los ocho días requeridos por el S-40. El S-42 se utilizó ampliamente en las rutas latinoamericanas de Pan American. Los S-42 de Pan Am S-42 partían de Miami realizando escalas en San Juan (Puerto Rico), Puerto España, Belem y Recife, llegando a Río de Janeiro el quinto día, desde donde regresaba a Miami y los pasajeros a Buenos Aires continuaban con los Douglas DC-2 / DC-3.
British Marine Aircraft Ltd. se fundó en febrero de 1936 para producir hidroaviones S-42A bajo licencia en el Reino Unido, pero por diversos motivos tal idea no llegó a materializarse. La compañía BMA construyó una fábrica en el lado occidental de la Península de Hamble con un varadero; cuando el acuerdo fracasó, la compañía fue vendida a Henry Folland, que la renombró Folland Aircraft Ltd..

## Variantes
S-42
Aviones de producción con cuatro motores radiales Pratt & Whitney Hornet R-1690-S5D1G de 700 hp (522 kW), tres construidos: NC822M Brazilian Clipper (más tarde Columbia Clipper), NC823M West Indies Clipper, NC824M
S-42A
Aviones de producción con cuatro motores radiales Pratt & Whitney Hornet R-1690 S1EG de 750 hp (559 kW), alas más largas y un aumento de 907 kg en el peso máximo de despegue, cuatro construidos: NC15373 Jamaica Clipper, NC15374 Antilles Clipper, NC15375 Brazilian Clipper, NC15376 Dominican Clipper
S-42B
Aviones de producción con mejoras aerodinámicas, hélices Hamilton Standard de velocidad constante y un aumento adicional de 907 kg en el peso máximo de despegue, tres construidos: NC16734 Pan American Clipper II, NC16735 Bermuda Clipper, NC16736 Pan American Clipper III
British Marine BM-1
Propuesta de variante de licencia del S-42A, no construida

### Características generales
- Tripulación: 4
- Capacidad: 37 asientos o 14 literas
- Longitud: 20,73 m
- Envergadura: 36,03 m
- Altura: 5,30 m
- Superficie alar: 123,50 m²
- Peso vacío: 8.984 kg
- Peso cargado: 17.273 kg
- Planta motriz:   .

### Rendimiento
- Velocidad nunca excedida (Vne): 300 km/h
- Alcance: 3.088 km
- Techo de vuelo: 4.788 m
- Régimen de ascenso: 305 m/min
- Carga alar: 140 kg/m²